# Serie Mundial Femenina de Rugby 7 2021-22
La Serie Mundial Femenina de Rugby 7 2021-22 fue la novena temporada de la Serie Mundial Femenina de Rugby 7, el circuito de selecciones nacionales femeninas de rugby 7.

## Equipos
11 equipos tienen estatus permanente.
| América - Brasil - Canadá - Estados Unidos Oceanía - Australia - Fiyi - Nueva Zelanda | Europa - España - Francia - Inglaterra - Irlanda - Rusia |

Un equipo más será invitado para cada una de las etapas del circuito.

## Formato
Cada torneo se disputó en un fin de semana, a lo largo de dos días. Participaron 12 equipos: los 11 de estatus permanente y otro invitado.
Se dividieron en tres grupos de cuatro equipos, donde cada uno de estos jugó un partido ante sus rivales de grupo. Cada victoria otorgó 3 puntos, cada empate 2 y cada derrota 1.
Los dos equipos con más puntos en cada grupo y los dos mejores terceros avanzaron a cuartos de final de la Copa de Oro. Los cuatro ganadores avanzaron a semifinales de la Copa de Oro, y los cuatro perdedores a semifinales del quinto puesto.
En tanto, los restantes cuatro equipos de la fase de grupos avanzaron a semifinales de la challenge trophy.

## Calendario
| Torneo        | Estadio                  | Ciudad   | Fecha                           | Campeón        |
| ------------- | ------------------------ | -------- | ------------------------------- | -------------- |
| Dubái 2021-I  | The Sevens Stadium       | Dubái    | 26-27 de noviembre de 2021      | Australia      |
| Dubái 2021-II | The Sevens Stadium       | Dubái    | 3-4 de diciembre de 2021        | Australia      |
| Málaga 2022   | Estadio Ciudad de Málaga | Málaga   | 21-23 de enero de 2022          | Estados Unidos |
| Sevilla 2022  | Estadio de La Cartuja    | Sevilla  | 28-30 de enero de 2022          | Australia      |
| Langford 2022 | Estadio Westhills        | Langford | 30 de abril - 1 de mayo de 2022 | Australia      |
| Toulouse 2022 | Estadio Ernest-Wallon    | Toulouse | 20-22 de mayo de 2022           | Nueva Zelanda  |

## Tabla de posiciones
Cada torneo otorgó puntos de campeonato, según la siguiente escala:
- Copa de Oro: 20 puntos al campeón, 18 puntos al subcampeón, 16 puntos al tercero, 14 puntos al cuarto.
- 5.ºpuesto: 12 puntos al campeón, 10 puntos al subcampeón, 8 puntos al séptimo, 6 puntos al octavo.
- Challenge trophy: 4 puntos al campeón, 3 puntos al subcampeón, 2 puntos al decimoprimero, 1 punto al decimosegundo.
- Posiciones oficiales según World Rugby.[4]

| Pos | País           | UAE-1 | UAE-2 | MAL | SEV | CAN | FRA | Puntos totales | Puntos ranking |
| --- | -------------- | ----- | ----- | --- | --- | --- | --- | -------------- | -------------- |
| 1   | Australia      | 20    | 20    | 16  | 20  | 20  | 18  | 114            | 80             |
| 2   | Francia        | 16    | 16    | 14  | 12  | 14  | 12  | 84             | 60             |
| 3   | Fiyi           | 18    | 18    | 1   | -   | 8   | 16  | 61             | 60             |
| 4   | Irlanda        | 4     | 8     | 12  | 18  | 16  | 14  | 72             | 60             |
| 5   | Nueva Zelanda  | -     | -     | -   | -   | 18  | 20  | 38             | 57             |
| 6   | Estados Unidos | 8     | 12    | 20  | 14  | 10  | 8   | 72             | 56             |
| 7   | Canadá         | 6     | 6     | 10  | 8   | 12  | 10  | 52             | 40             |
| 8   | Rusia          | 14    | 14    | 18  | 10  | -   | -   | 56             | 37             |
| 9   | Inglaterra     | 6     | 2     | 8   | 16  | 3   | 1   | 40             | 33             |
| 10  | España         | 3     | 10    | 4   | 6   | 6   | 2   | 31             | 26             |
| 11  | Brasil         | 10    | 4     | 2   | 4   | 4   | 6   | 30             | 24             |
| 12  | Gran Bretaña   | 12    | 3     | -   | -   | -   | -   | 15             | 15             |
| 13  | Polonia        | -     | -     | 6   | 3   | -   | -   | 9              | 9              |
| 14  | Bélgica        | -     | -     | 3   | 2   | -   | -   | 5              | 5              |
| 15  | Escocia        | -     | -     | -   | -   | -   | 4   | 4              | 4              |
| 16  | Sudáfrica      | -     | -     | -   | -   | -   | 3   | 3              | 3              |
| 17  | Japón          | -     | -     | -   | -   | 2   | -   | 2              | 2              |
| 18  | Portugal       | -     | -     | -   | 1   | -   | -   | 1              | 1              |
| 19  | México         | -     | -     | -   | -   | 1   | -   | 1              | 1              |

- Los puntajes fueron ajustados según las etapas disputadas por las selecciones y en algunos casos se eliminaron los dos puntajes más bajos.
- En amarillo: equipos invitados.
- En plomo: equipo expulsado debido a la Invasión a Ucrania.

| Bandera de Australia |
| Campeón Australia    |
| Tercer título        |